# 管得泉
管得泉（?—?），江蘇省揚州府泰州人，清朝政治人物、同進士出身。
光緒二十年（1894年），参加光緒甲午科殿試，登進士三甲14名。同年五月，著交吏部掣签分发各省，以知县即用。